# Стара Липа
Стара Липа је насељено место у саставу града Пожеге, у Славонији, Република Хрватска.

## Становништво
Насеље је према попису становништва из 2011. године имало 213 становника.
| Националност       | 1991.        |
| Хрвати             | 155 (83,33%) |
| Срби               | 29 (15,59%)  |
| Југословени        | 0            |
| остали и непознато | 2 (1,07%)    |
| Укупно             | 186          |